# سيغفريد شتارك
سيغفريد شتارك (بالألمانية: Siegfried Stark)‏ (و. 1955  م) هو منافس ألعاب قوى من ألمانيا، وألمانيا الشرقية، ولد في رينا، شارك في الألعاب الأولمبية الصيفية 1980، والألعاب الأولمبية الصيفية 1976.

## روابط خارجية
- سيغفريد شتارك على موقع الاتحاد الدولي لألعاب القوى (الإنجليزية)
- سيغفريد شتارك على موقع اللجنة الأولمبية الدولية (الإنجليزية)
- سيغفريد شتارك على موقع أوليمبيديا (الإنجليزية)